# Kader Khan
Kader Khan (Kabul, 22 oktober 1937 – Mississauga, 31 december 2018) was een Indiaas acteur, scenarioschrijver en filmregisseur die voornamelijk in de Hindi filmindustrie werkte.

## Biografie
Khan vertrok op jonge leeftijd met zijn familie naar Bombay, groeide daar op en gaf tussen 1970 en 1975 les als professor civiele techniek. In zijn vrije tijd speelde hij toneelstukken. Hij werd opgemerkt door een comedian die acteur Dilip Kumar informeerde om ook eens te komen kijken.
Kumar was onder de indruk van Khan en bood hem de films Sagina (1974) en Bairaag (1976) aan. Khan schreef ook scripts voor het theater, ook dat bleef niet onopgemerkt en kreeg het aanbod van Narinder Bedi om zijn eerste filmscript te schrijven voor Jawani Diwani (1972) voor Rs. 1500.
Rajesh Khanna bood hem het immense bedrag van Rs. 121.000 om een script te schrijven voor zijn eigen film Roti (1974).
Khan heeft in meer dan 400 films een rol vertolkt en meer dan 250 filmscripts geschreven, voornamelijk in het Hindi en Urdu. Hij was een veelzijdige acteur die schurkenrollen op zich nam maar ook als komiek of advocaat te zien was. 
Eind 2016 vertrok Khan naar Canada om bij zijn zoon Sarfaraz Khan te gaan wonen. Er gingen geruchten rond dat hij vertrokken was voor een medische behandeling gezien hij een jaar eerder op een rolstoel terecht kwam. Op 28 december 2018 kampte Khan met ademhalingsproblemen en werd opgenomen in het ziekenhuis, drie dagen later kwam hij te overlijden.